# Albrecht von Bibra
Albrecht von Bibra, aussi Albert ou Alban (mort le 24 août 1511 à Wurtzbourg) était chanoine de Wurtzbourg (prévôt de la cathédrale 1502) et de Bamberg. Il était également prévôt de la collégiale de Neumünster.

## Famille
Albrecht von Bibra est issu de la famille noble thuringienne-franconienne Bibra (de). Albrecht est issu du mariage de Georg von Bibra et Elisabeth von Modschiedler, ses frères sont Johann et Kaspar.
La maison de Bibra fournit de nombreux chanoines à Bamberg et Wurtzbourg. En même temps qu'Albrecht, la famille Bibra nomme Lorenz von Bibra prince-évêque de Wurtzbourg (1495-1519) et deux décennies plus tard un autre, Konrad von Bibra (1540-1544). D'autres porteurs du nom dans les services spirituels à la même époque sont Kilian von Bibra et Wilhelm von Bibra (de).

## Biographie
Après des études à l'université d'Ingolstadt, Albrecht occupe ses premiers postes jusqu'à ce qu'il soit finalement installé comme chanoine à Wurtzbourg. Dans plusieurs lettres survivantes, le pape Innocent VIII apparaît comme l'avocat d'Albrecht. Il le recommande également à l'évêque de Bamberg Philippe d'Henneberg comme chanoine. Lorsque le prévôt de la cathédrale Lorenz von Bibra est élu nouvel évêque, Albrecht est membre du chapitre électif de la cathédrale et accompagne l'évêque au Reichstag de Nördlingen lorsqu'il est reconnu par l'empereur Maximilien.
Albrecht von Bibra possède de vastes fiefs dans l'évêché de Wurtzbourg en 1464, à Ritschenhausen dans le duché de Bavière-Landshut en 1480 et en 1493 dans 13 villes, dont l'homonyme Bibra et Henneberg. Selon la chronique de Lorenz Fries (de), Albrecht aurait possédé une fortune considérable.
Albrecht von Bibra est enterré dans la cathédrale de Wurtzbourg. Son épitaphe porte les armoiries de Bibra, Fuchs (de), Modschiedler et Vestenberg (de).
L'inscription lapidaire était selon Johann Octavian Salver : "An. dom. 1511 die solis vigesima quarta augusti obiit reverendus pater Albanus de Bibra, majoris et sancti Joannis novi monasterii herbip. ecclesiarum Praepositus, cujus anima requiescat in sncta pace. Amen."